# Manon Hahn
Pour les articles homonymes, voir Hahn.
Manon Hahn (née le 20 février 1908 à Breslau, morte le 13 juillet 1993 à Berlin) est une costumière allemande.

## Biographie
À 18 ans, elle part pour Munich et fait un apprentissage de la photographie. De 1928 à 1932, elle va à la Wiener Frauenakademie dans la classe de mode. Elle devient assistante costumière au Deutsches Theater de Munich, et jusqu'en 1934 elle travaille comme créatrice de mode à Vienne, Cologne, Bielefeld et Paris.
À 25 ans, elle postule à l'UFA à Berlin et est embauchée par Reinhold Schünzel comme créatrice de costumes pour sa comédie antique Amphitryon. Après le succès de ce film, Manon Hahn devient l'une des pourvoyeuses les plus importantes du cinéma du Troisième Reich. Elle accomplit son plus grand travail avec le film Les Aventures fantastiques du baron Münchhausen, pour lequel elle fournit plus de 500 brouillons. Dans les années 1930, elle est également régulièrement responsable des revues de la Scala de Berlin.
Après la Seconde Guerre mondiale, elle est d'abord journaliste de mode et à partir de 1953 travaille à nouveau pour le cinéma allemand. En 1962, elle cesse d'être créatrice de costumes et crée une maison d'hôtes à Ibiza qu'elle tient jusqu'en 1984. Elle déménage après à Berlin et vit dans une maison de retraite de l'association Käthe Dorsch.

## Filmographie
- 1935 : Amphitryon de Reinhold Schünzel
- 1935 : Les dieux s'amusent de Reinhold Schünzel et Albert Valentin
- 1935 : Das Einmaleins der Liebe de Carl Hoffmann
- 1935 : Leichte Kavallerie de Werner Hochbaum
- 1935 : Cavalerie légère de Werner Hochbaum
- 1935 : Der Favorit der Kaiserin (de) de Werner Hochbaum
- 1936 : Engel mit kleinen Fehlern de Carl Boese
- 1936 : Boccaccio (de) de Herbert Maisch
- 1936 : Glückskinder de Paul Martin
- 1936 : Les Gais Lurons de Jacques Natanson et Paul Martin
- 1936 : Wenn wir alle Engel wären (de) de Carl Froelich
- 1936 : Du même titre (Das Hofkonzert) de Douglas Sirk (sous le nom de Detlef Sierck)
- 1937 : Le Démon de la danse (de) de Georg Jacoby
- 1937 : Togger de Jürgen von Alten
- 1937 : Mon fils, monsieur le Ministre (de) de Veit Harlan
- 1937 : On a tué Sherlock Holmes (Der Mann, der Sherlock Holmes war) de Karl Hartl
- 1937 : Les Sept Gifles (Sieben Ohrfeigen) de Paul Martin
- 1937 : Die Austernlilli de E. W. Emo
- 1937 : La Mort du cygne de Jean Benoît-Lévy et Marie Epstein
- 1937 : Gasparone (de) de Georg Jacoby
- 1938 : Wie einst im Mai de Richard Schneider-Edenkoben (de)
- 1938 : Magda (Heimat) de Carl Froelich
- 1938 : Capriccio (de) de Karl Ritter
- 1938 : Andalusische Nächte de Herbert Maisch
- 1938 : Fortsetzung folgt de Paul Martin
- 1938 : Nanon de Herbert Maisch
- 1939 : Prinzessin Sissy de Fritz Thiery
- 1939 : Hallo Janine (de) de Carl Boese
- 1939 : Frau am Steuer (de) de Paul Martin
- 1939 : Meine Tante – deine Tante de Carl Boese
- 1940 : Bal paré (de) de Karl Ritter
- 1940 : Die keusche Geliebte de Viktor Tourjansky
- 1941 : Annelie de Josef von Báky
- 1942 : Schicksal (de) de Géza von Bolváry
- 1943 : Les Aventures fantastiques du baron Münchhausen de Josef von Báky
- 1943 : Sophienlund (de) de Heinz Rühmann
- 1944 : Nora (de) de Harald Braun
- 1945 : Via Mala de Josef von Báky
- 1953 : Plus fort que le destin (de) (Die Stärkere) de Wolfgang Liebeneiner
- 1954 : Ein Leben für Do (de) de Gustav Ucicky
- 1954 : Der Raub der Sabinerinnen (de) de Kurt Hoffmann
- 1954 : Konsul Strotthoff (de) d'Erich Engel
- 1955 : Hotel Adlon de Josef von Báky
- 1956 : Das Bad auf der Tenne (de) de Paul Martin
- 1956 : Liebe (de) de Horst Hächler (de)
- 1956 : Une fille des Flandres de Helmut Käutner
- 1956 : Friederike von Barring (de) de Rolf Thiele
- 1957 : … und führe uns nicht in Versuchung (de) de Rolf Hansen
- 1958 : Jeunes filles en uniforme de Géza von Radványi
- 1958 : Les Yeux noirs (de) (Petersburger Nächte) de Paul Martin
- 1958 : La Muselière (de) (Der Maulkorb) de Wolfgang Staudte
- 1959 : Bezaubernde Arabella d'Axel von Ambesser
- 1960 : Der Jugendrichter (de) de Paul Verhoeven
- 1960 : Confession du Mardi-Gras (Die Fastnachtsbeichte) de Wilhelm Dieterle
- 1960 : Nous ne nous quitterons jamais (de) de Harald Reinl

## Crédit d'auteurs
- (de) Cet article est partiellement ou en totalité issu de l’article de Wikipédia en allemand intitulé « Manon Hahn » (voir la liste des auteurs).